# Prštice
Prštice är en ort i Tjeckien.   Den ligger i regionen Södra Mähren, i den sydöstra delen av landet, 180 km sydost om huvudstaden Prag. Prštice ligger 290 meter över havet och antalet invånare är 876.
Terrängen runt Prštice är platt åt nordost, men åt sydväst är den kuperad. Runt Prštice är det ganska tätbefolkat, med 120 invånare per kvadratkilometer. Närmaste större samhälle är Brno, 13,4 km nordost om Prštice. Trakten runt Prštice består till största delen av jordbruksmark.